# Euphyia sciera
Euphyia sciera är en fjärilsart som beskrevs av Louis Beethoven Prout 1910. Euphyia sciera ingår i släktet Euphyia och familjen mätare. Inga underarter finns listade i Catalogue of Life.